# 堺町 (北九州市)

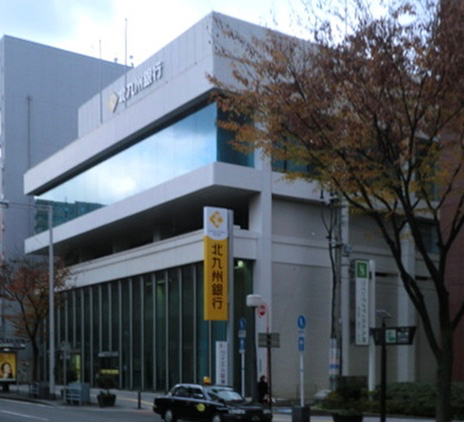
平和通り沿い

堺町（さかいまち）は福岡県北九州市小倉北区の地名。郵便番号は802-0005。

## 地理
北九州市都心部のオフィス街及び歓楽街である。西は平和通り、南は小文字通りに面し、地区の中央を浅香通りが南北に貫く。大通り沿いにはオフィスビルや北九州銀行本店をはじめとした金融機関等が立地する。大通り内側の区画道路沿いは歓楽街になっており、飲食店や、スナック等が多数入居するビルが建ち並ぶ。鍛冶町と隣接し、区画道路沿いの歓楽街エリアは鍛冶町と明確な区別がなく、一つのエリアとしてまとまっている。小文字通り沿道は紺屋町側と合わせオフィス街の景観を形成している。平和通りを挟んだ西側は魚町と隣接する。堺町公園では、毎月最終週の金曜日17時30分（1月・2月除く）から、「ミュージックファウンテンat堺町公園」が開催され、賑わいを演出する。

## 歴史

### 地名の由来
小倉城下二十五町の町名に由来し、商人の町として栄えていた堺の地名がつけられたものである。

### 交通
- 北九州モノレール平和通駅

## 周辺施設
- 堺町公園
  - 北九州市堺町安全・安心センター
  - 小倉北警察署堺町特別対策隊
- 北九州市立小倉中央小学校
- 北九州市立小倉幼稚園

### 企業等
- 日専連ベネフル本社
- 西日本新聞社北九州本社（十八銀行第一生命共同ビル内）
- 住友生命保険北九州支社
- アメリカンファミリー生命保険北九州支社
- 太陽生命保険小倉支社
- AIG損害保険北九州営業支店
- メディカル・プラネット九州支社

### 金融機関等
- 一般社団法人北九州銀行協会
- 北九州銀行本店（旧山口銀行北九州支店）
- ワイエム証券北九州支店
- 福岡銀行北九州本部・営業部（ふくおかフィナンシャルグループ北九州本社機構）
- 十八親和銀行北九州支店（空中店舗）
- 西京銀行小倉支店
- 日本郵便小倉堺町郵便局

## 治安
堺町1丁目および2丁目は、福岡県暴力団排除条例に基づき、暴力団排除特別強化地域に指定されており、暴力団と飲食店等との間でみかじめ料のやりとり、便宜供与などが禁止されている（双方に罰則が有り）。また、地域内に営業所を置く特定接客業者は、所定の標章を掲示することで暴力団員の立入りを禁止することができる。